# Fakulteta organizacijskih ved v Beogradu
Fakulteta organizacijskih ved (izvirno srbsko Факултет организационих наука у Београду), s sedežem v Beogradu, je fakulteta, ki je članica Univerze v Beogradu.